# Smolice (Zator)
Smolice ist eine Ortschaft mit einem Schulzenamt der Gemeinde Zator im Powiat Oświęcimski der Woiwodschaft Kleinpolen in Polen.

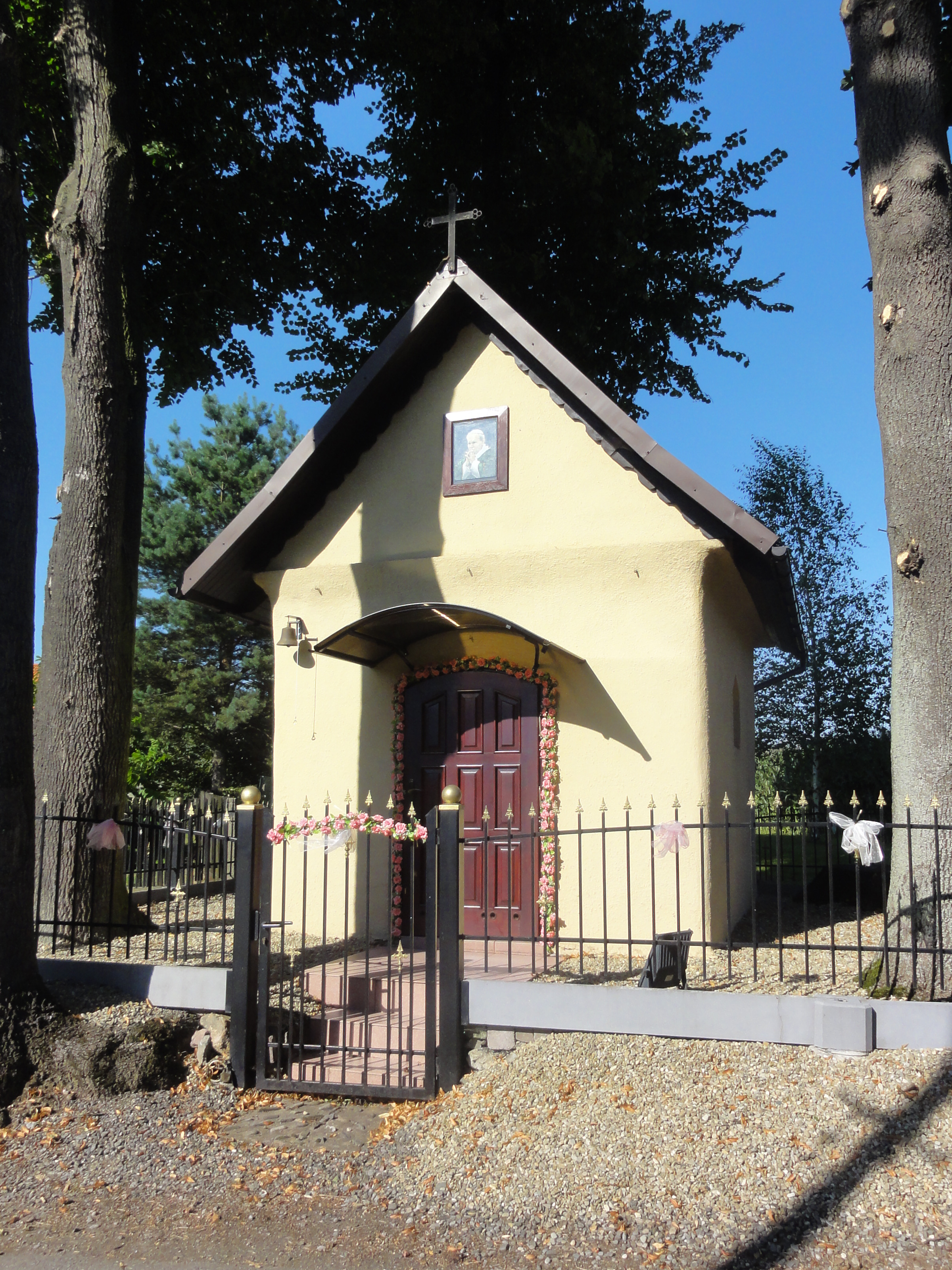
Wegekapelle

## Geographie
Der Ort liegt am rechten, südlichen Ufer der Weichsel an der Mündung des Flusses Skawa.
Er hat eine Fläche von 582 ha.
Nachbarorte sind Jankowice und Rozkochów im Norden, Miejsce im Osten, Palczowice im Süden, sowie Podolsze im Westen.

## Geschichte
Der Ort wurde am 1. August 1228 als Smolice erstmals urkundlich erwähnt, als es im Besitz von Klemens Gryfita war, der es vom Oppelner Herzog erhielt. Klemens Gryfita übergab vor 1253 Smolnicza an den Benediktinerinnen in Staniątki, aber in den Jahren 1253 bis 1273 gehörte es zu einem Ritter. Der patronymische Ortsname, früher auch Smolica, Smolicy, Smolnica, Smoliszcze, ist vom Personennamen Smoła (beispielsweise 1391: Smola de Grodisco) abgeleitet, aber er wurde auch dem Namen angenähert, der einen Ort wo Teer (polnisch smoła) herstellt wurde bezeichnete (Smolnica, Smoliszcze).
Politisch gehörte das Dorf zum Herzogtum Auschwitz, dies bestand ab 1315 in der Zeit des polnischen Partikularismus. Seit 1327 bestand die Lehnsherrschaft des Königreichs Böhmen. Seit 1445 gehörte es zum Herzogtum Zator, dieses wurde im Jahr 1494 an den polnischen verkauft. 1564 wurde Smolice als Teil des neuen Kreises Schlesien der Woiwodschaft Krakau an das Königreich Polen, ab 1569 die polnisch-litauische Adelsrepublik, völlig inkorporiert.
Bei der Ersten Teilung Polens kam Smolice 1772 zum neuen Königreich Galizien und Lodomerien des habsburgischen Kaiserreichs (ab 1804). Ab 1782 gehörte es dem Myslenicer Kreis (1819 mit dem Sitz in Wadowice). Nach der Aufhebung der Patrimonialherrschaften bildete es nach 1850 eine Gemeinde im Bezirk Wadowice, später im Bezirk Oświęcim.
1918, nach dem Ende des Ersten Weltkriegs und dem Zusammenbruch der k.u.k. Monarchie, kam Smolice zu Polen. Unterbrochen wurde dies nur durch die Besetzung Polens durch die Wehrmacht im Zweiten Weltkrieg. Es gehörte dann zum Landkreis Bielitz im Regierungsbezirk Kattowitz in der Provinz Schlesien (seit 1941 Provinz Oberschlesien).
Von 1975 bis 1998 gehörte Smolice zur Woiwodschaft Bielsko-Biała.